# اولوککولام
اولوککولام (به لاتین: Ulukkulam) یک منطقهٔ مسکونی در سری‌لانکا است که در استان شمالی (سری‌لانکا) واقع شده‌است.